# Matteuskerk (Bingum)
De Matteuskerk in het dorpje Bingum in het Landkreis Leer is een middeleeuws kerkgebouw, waarvan de oudste delen stammen uit het begin van de dertiende eeuw. De kerk is een rechthoekige zaalkerk met een kleine halfronde apsis. Naast de kerk staat een losse toren uit de achttiende eeuw. In de kerk staat een doopvont van Bentheimer zandsteen uit de veertiende eeuw.